# 不潔
| ウィキペディアには「不潔」という見出しの百科事典記事はありません（タイトルに「不潔」を含むページの一覧/「不潔」で始まるページの一覧）。 代わりにウィクショナリーのページ「不潔」が役に立つかもしれません。 |